# Inden for mine øjne
Inden for mine øjne er en dansk dokumentarfilm fra 2006 med instruktion og manuskript af Erlend E. Mo.

## Handling
Katja på 16 og Cathrine på 8 har begge et særligt forhold til musik, til naturen og til sansning i det hele taget. Katja og Cathrine er nemlig blinde, men pigerne har udviklet deres andre sanser og udnytter dem i en grad, som få andre. Instruktøren Erlend E. Mo skildrer de to piger og tolker deres sansede, subjektive oplevelse af verden, som er mindst lige så rig, som de seendes verden, men anderledes.